# Bembidion incrematum
Bembidion incrematum es una especie de escarabajo del género Bembidion, familia Carabidae. Fue descrita científicamente por LeConte en 1860.

## Dsitribución y Habitat
Habita en Canadá, Rusia y los Estados Unidos.
Bembidion incrematum habita en márgenes de aguas estancadas con vegetación escasa o ausente, a diferencia de otras especies higrofílicas que prefieren zonas densamente vegetadas.